# ستيفان شوماخر
ستيفان شوماخر (بالألمانية: Stefan Schumacher)‏ مواليد 21 يوليو 1981 في ألمانيا، هو دراج ألماني في صنف سباق الدراجات على الطريق. شارك في دورة الألعاب الأولمبية الصيفية.

## سباقات أو مراحل فاز بها
- طواف فرنسا
- طواف إيطاليا

## روابط خارجية
- ستيفان شوماخر على موقع الاتحاد الدولي للدراجات (الإنجليزية)
- ستيفان شوماخر على موقع أرشيف الدراجات (الإنجليزية)
- ستيفان شوماخر على موقع إحصائيات الدراجات الإحترافية (الإنجليزية)
- ستيفان شوماخر على موقع نسبة الدراجات (الإنجليزية)
- ستيفان شوماخر على موقع CycleBase (الإنجليزية)
- ستيفان شوماخر على موقع أوليمبيديا (الإنجليزية)